# Battaglia di Ozawahara
La battaglia di Ozawahara (小沢原の戦い?) del 1530 fu la prima battaglia di Hōjō Ujiyasu, all'epoca quindicenne. Si scontrò con Uesugi Tomooki. La battaglia fa parte di una lotta lunga diciassette anni, che iniziò nel 1524 con l'Assedio di Edo, tra il Clan Hōjō ed il clan Uesugi per il controllo del Kantō.